# Gypona rahra
Gypona rahra är en insektsart som beskrevs av Delong 1980. Gypona rahra ingår i släktet Gypona och familjen dvärgstritar. Inga underarter finns listade i Catalogue of Life.